# Scopula immaculata
Scopula immaculata är en fjärilsart som beskrevs av W. Warren 1905. Scopula immaculata ingår i släktet Scopula och familjen mätare. Inga underarter finns listade.